# Carolusgroeve

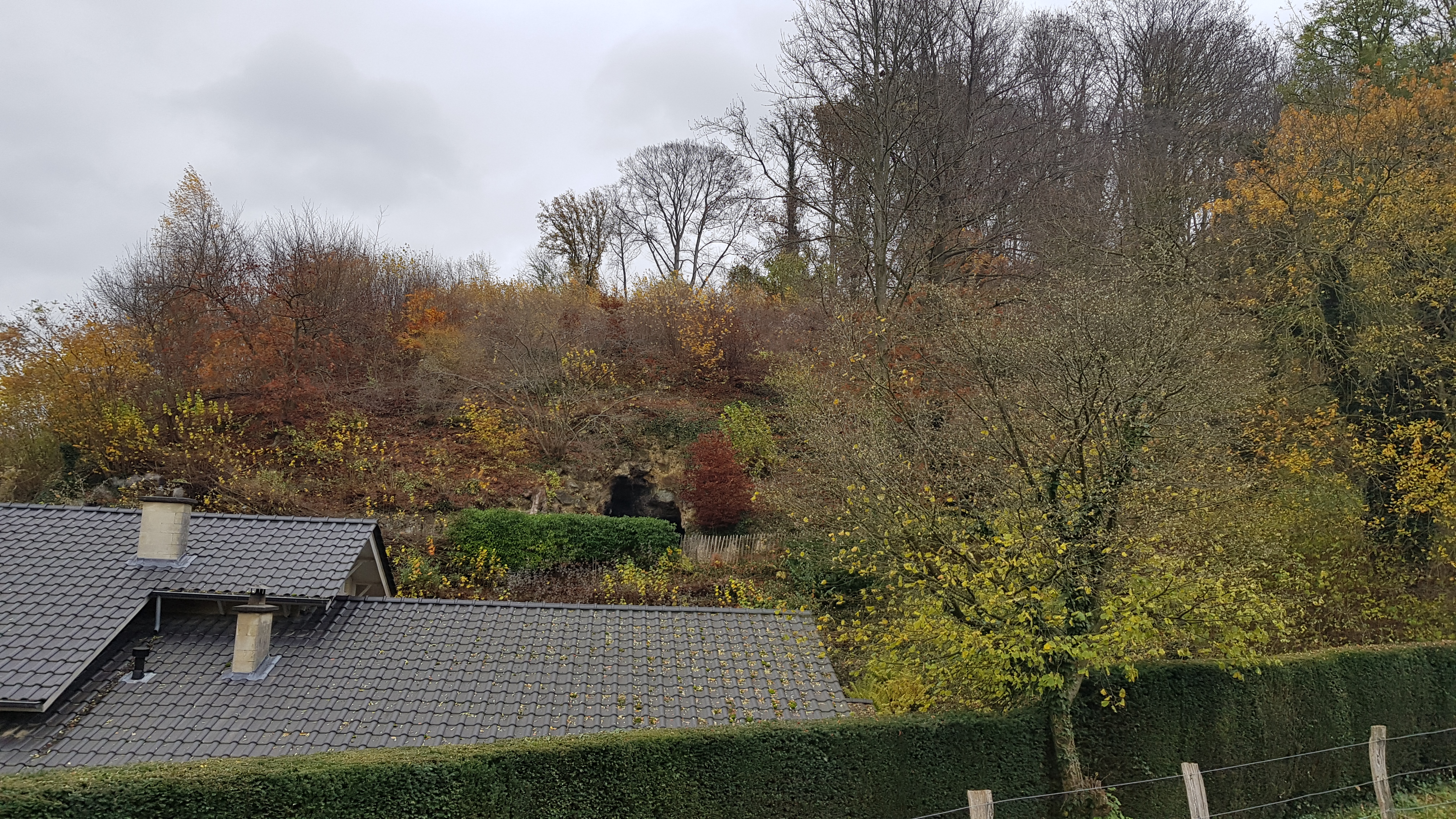
Locatie Carolusgroeve

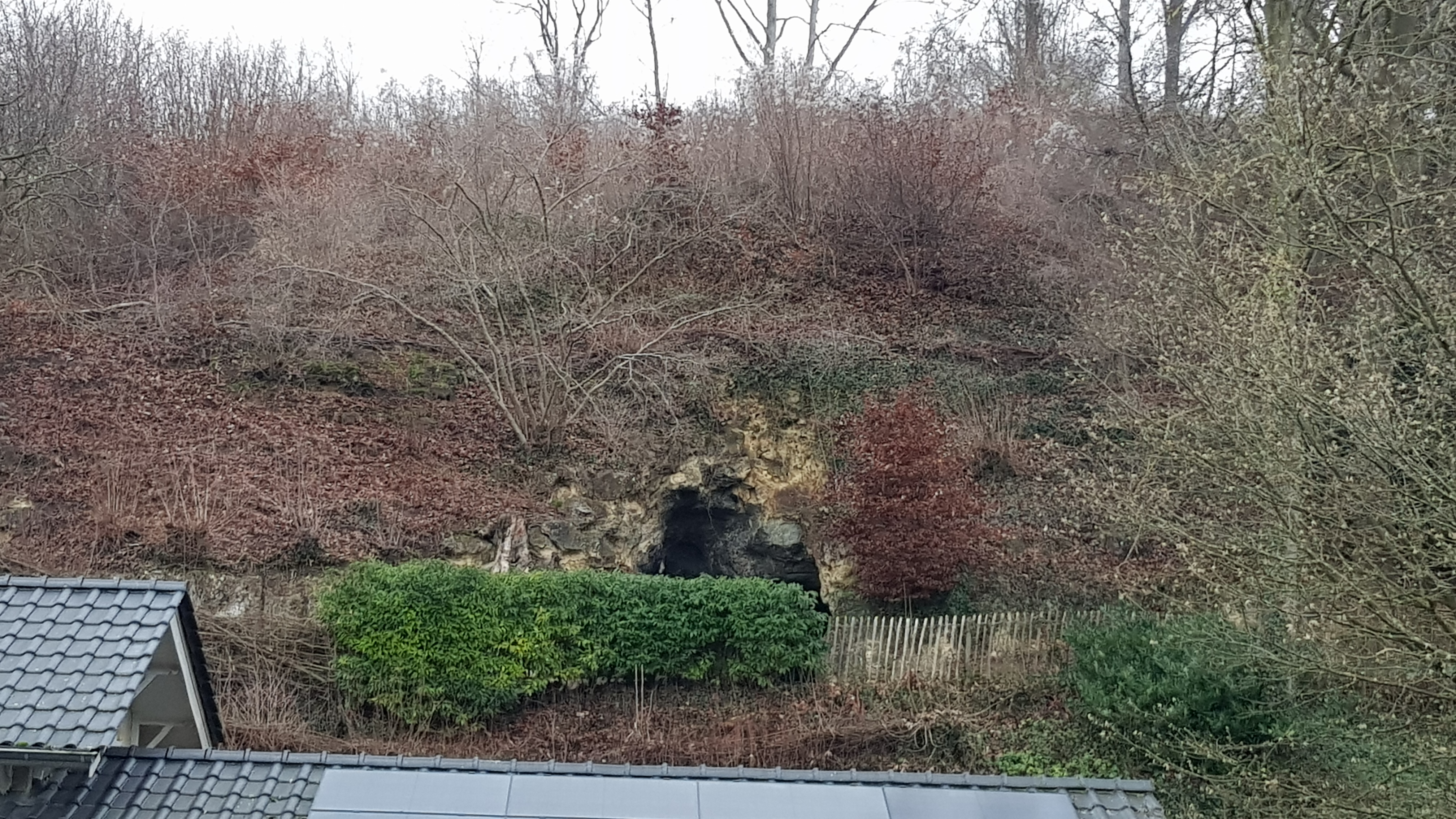
Ingang Carolusgroeve

De Carolusgroeve is een Limburgse mergelgroeve  in Nederlands Zuid-Limburg in de gemeente Valkenburg aan de Geul. De ondergrondse kalksteengroeve ligt bij buurtschap Plenkert ten westen van Valkenburg aan de Plenkertstraat en het Heytgrachtvoetpad. De groeve ligt aan de noordwestelijke rand van het Polferbos op de noordelijke rand van het Plateau van Margraten in de overgang naar het Geuldal. Ter plaatse duikt het plateau een aantal meter steil naar beneden.
Op ongeveer 30 meter naar het noorden ligt de ingang van Pompstation Heytgracht, op ongeveer 45 meter naar het noordoosten ligt de Groeve Einde Plenkertweg, op ongeveer 200 meter naar het oosten ligt de Heidegroeve en op ongeveer 600 meter naar het westen ligt de Viltergroeve.

## Geschiedenis
De groeve werd door blokbrekers ontgonnen voor de winning van kalksteenblokken.

## Groeve
De Carolusgroeve heeft een dubbel geknikte gang. De groeve heeft een lengte van 34 meter en een oppervlakte van 391 vierkante meter. In de ingang heeft een hoogte van 2,4 meter en een breedte van 3 meter.
In 2018 werd de groeve op veiligheid onderzocht en goedgekeurd.